# Selenops gracilis
Selenops gracilis là một loài nhện trong họ Selenopidae.
Loài này phân bố ở México.
Loài này thuộc chi Selenops. Selenops gracilis được Martin Hammond Muma miêu tả năm 1953.